# (195900) Rogersudbury
(195900) Rogersudbury est un astéroïde de la ceinture principale.

## Description
(195900) Rogersudbury est un astéroïde de la ceinture principale. Il fut découvert le 5 septembre 2002 à Socorro (Nouveau-Mexique) par le projet LINEAR. Il présente une orbite caractérisée par un demi-grand axe de 3,23 UA, une excentricité de 0,12 et une inclinaison de 6,7° par rapport à l'écliptique.

## Compléments